# Adele H. - Una storia d'amore
Adele H. - Una storia d'amore (L'histoire d'Adèle H.) è un film del 1975 diretto da François Truffaut.
La pellicola racconta una storia tratta da documenti ritrovati alla Pierpont Library di New York dalla ricercatrice Frances Vernor-Guille: si tratta di due volumi dei diari autografi di Adèle, figlia secondogenita dello scrittore Victor Hugo, che fuggì in Canada contro la volontà del padre per inseguire un ufficiale inglese per il quale aveva perduto la testa.

## Trama
1863. Nella cittadina canadese di Halifax (in Nuova Scozia) arriva una giovane francese che si presenta con il nome di Miss Lewly e che prende alloggio presso una coppia anziana, Mrs. Saunders e il marito. La ragazza è piuttosto riservata e ha un comportamento misterioso, sostenendo di essere alla ricerca di un ufficiale inglese, il tenente Pinson, che qualifica di volta in volta come fidanzato di una parente, cugino, cognato della sorella. In realtà la ragazza è Adèle Hugo, figlia del famoso scrittore francese che vive in esilio nell'isola di Guernsey, a sovranità inglese: si è imbarcata sotto falso nome per inseguire l'uomo del quale è perdutamente e irrazionalmente innamorata.
Adèle finalmente riesce a incontrare il giovane ufficiale, di recente trasferito a seguito del proprio reggimento alla guarnigione di Halifax, ma l'uomo, privo di alcun interesse per la fanciulla, le dice che tra loro non ci sarà mai niente. Partita di casa contro la volontà del padre, Adèle ha con lui una puntuale corrispondenza, durante la quale lo scrittore la invita a tornare a casa assicurando che la perdonerà, e le invia denaro da riscuotere presso una banca canadese.
Accecata dall'amore, Adèle cerca l'occasione per entrare in contatto con il tenente Pinson, ogni rifiuto del quale non fa che alimentare la sua passione e la sua determinazione. Travestita da giovane uomo, s'introduce in un'abitazione dove ha luogo una festa notturna e riesce ad avere un tête à tête con l'ufficiale, sperando d'indurlo a confessare che un giorno potrà provare di nuovo qualcosa per lei. La giovane arriva a offrire al tenente del denaro del quale lui ha sempre disperato bisogno a causa dei debiti di gioco, e persino a trovargli una prostituta per dimostrare che capisce le sue esigenze. Sempre più emaciata e svanita, un giorno Adèle  perde i sensi in libreria.
Adèle scrive al padre che Pinson ha finalmente acconsentito al matrimonio, ma quando il comandante del reggimento legge le pubblicazioni su un giornale costringe il suo sottoposto a smentire. Victor Hugo scrive alla figlia scongiurandola di tornare perché la madre, in fin di vita, vuole rivederla per l'ultima volta, ma la speranza di indurre il tenente Pinson ad amarla di nuovo non le permette di allontanarsi da Halifax, e perciò non si presenta al capezzale della madre.
Il giovane libraio signor Whistler, dal quale Adèle si rifornisce di carta uso mano per il suo diario e la corrispondenza, si invaghisce di lei, e sperando di farle cosa gradita le regala un libro del padre, ma la donna lo rifiuta, troncando i rapporti con l'uomo. La giovane, ormai disperata, si reca a vedere lo spettacolo di un ipnotizzatore per convincerlo a ipnotizzare l'ufficiale, ma prima di finalizzare l'accordo scopre che l'uomo è un imbroglione. Venuta a conoscenza del fidanzamento di Pinson con una fanciulla del luogo, si reca a casa dei genitori della ragazza affermando di aspettare un figlio da lui, cosa che ovviamente manda all'aria il matrimonio. Il prezzo che la giovane deve pagare per il proprio amore è l'umiliazione, la sottomissione al desiderio, la degradazione progressiva che conduce alla follia. Per fortuna di Pinson, sempre più sotto pressione, ai limiti del ridicolo, e sempre più deciso a resistere, il suo reggimento viene trasferito alle isole Barbados.
Qualche tempo dopo Adèle vaga con gli abiti ridotti a brandelli nelle vie polverose della città tropicale di Bridgetown. Cammina con uno sguardo assente, indossa occhiali e ha i capelli in disordine. Un giorno incontra Pinson per strada e lo attraversa con lo sguardo, come se non lo riconoscesse. Le sue condizioni sono sempre più precarie, i bambini la canzonano considerandola pazza; una donna, Madame Baa, si prende cura di lei quando perde i sensi in strada per la denutrizione e la fatica, facendo poi pervenire una lettera al padre di Adèle (che dopo la caduta di Napoleone III tornerà in libertà) e organizzando così il rimpatrio della ragazza. Le didascalie finale riportano che Adèle Hugo visse fino a 85 anni in un ricovero, e che alla morte, avvenuta nel 1915, fu sepolta accanto alla tomba del padre e della madre.

## Produzione

### Sviluppo
La studentessa universitaria americana Frances Vernor-Guille lavorò 13 anni per decifrare i diari autografi di Adèle Hugo, scritti in un codice inventato dall'autrice, e pubblicò a Parigi un primo volume corredato dalla biografia della donna. Un primo trattamento cinematografico risale al 1970, scritto dallo sceneggiatore Jean Gruault, amico e collaboratore di Truffaut, sulla base del testo di Vernor-Guille; ma è solo la base di sette versioni successive.
Da due anni Truffaut non lavorava a nessun film, ed era necessario mettere qualcosa in cantiere per evitare che i fondi della casa di produzione Les Films du Carrosse si esaurissero. I lavori sul soggetto furono ritardati anche dal fatto che Vernor-Guille chiese sostanziosi diritti d'autore (230.000 franchi) e il diritto di mettere le mani sulla sceneggiatura. Jean Hugo, bis-nipote di Adèle, concedette il proprio assenso al film a patto che l'illustre antenato non apparisse sullo schermo come personaggio, e nel frattempo i suoi avvocati negoziarono con Vernor-Guille un compenso di 50.000 franchi.
La sceneggiatura, il cui costo era stimato in 5 milioni di franchi, fu giudicata troppo cara dal coproduttore Artistes Associès; Truffaut chiese l'aiuto di Suzanne Schiffman e la ridusse da 373 a 116 pagine, con il taglio di tutte le spettacolari scene storiche previste in Francia. Il film di Truffaut è infatti decisamente infedele al testo di Vernor-Guille e anche alla realtà storica. Adèle non aveva infatti 20 anni quando fuggì verso l'America bensì 33, mentre la fitta corrispondenza che intratteneva con la famiglia era indirizzata al fratello, e non al padre.

### Isabelle Adjani

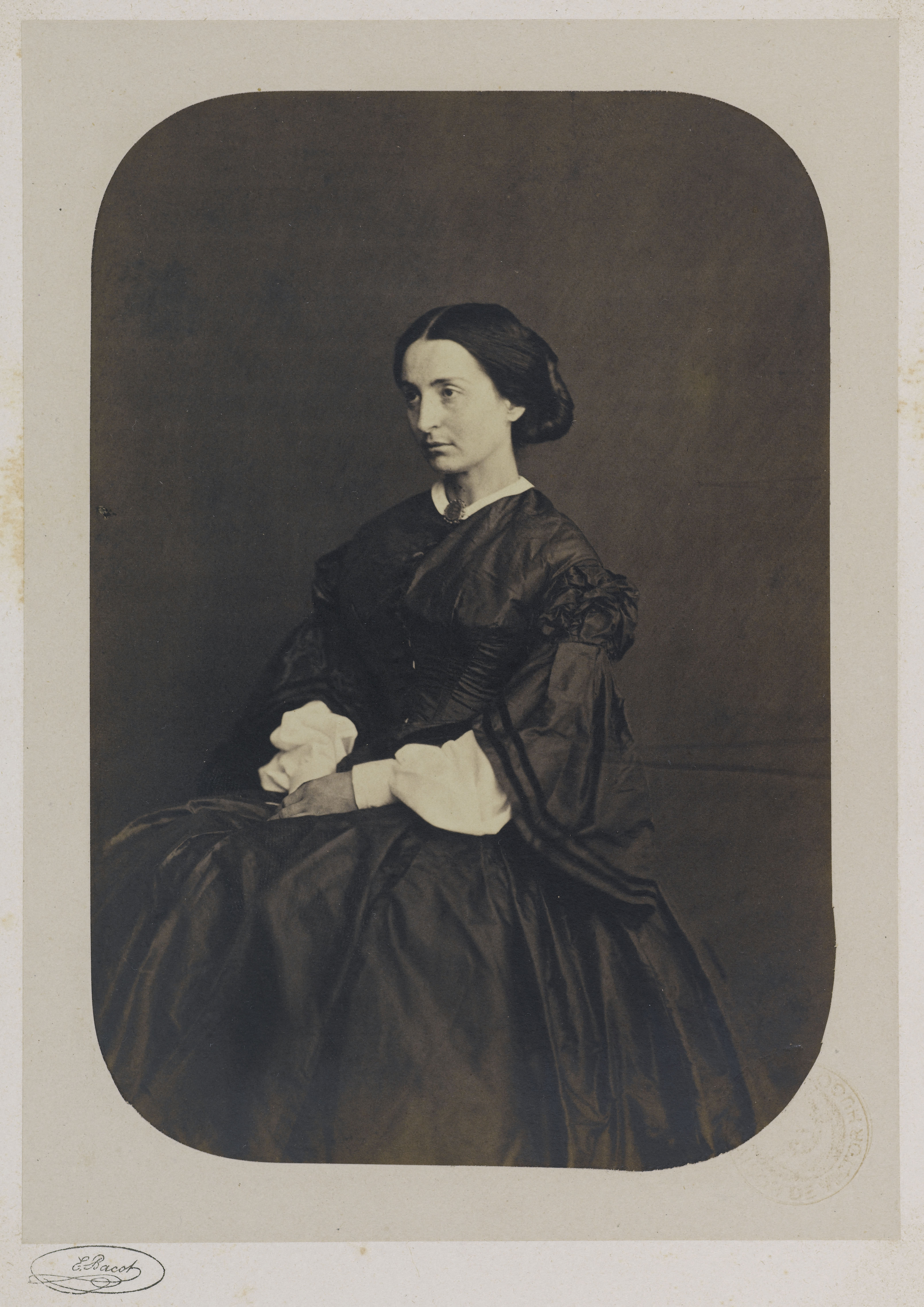
Adèle Hugo a Guernsey nell'estate del 1862

Il 9 febbraio 1975, Truffaut scrisse in una lettera privata:
(François Truffaut)
Nel corso della lunga elaborazione del soggetto, Truffaut aveva promesso o proposto il ruolo di protagonista a due attrici con le quali ebbe una relazione: dapprima Catherine Deneuve e poi Stacey Tendeter, con la quale aveva lavorato in Le due inglesi; tuttavia al momento di decidere gli capita di vedere in televisione una versione teatrale di La scuola delle mogli di Molière, portata in scena dalla Comédie-Française con una giovane attrice la cui recitazione lo commosse. Si trattava di Isabelle Adjani, che ha visto anche tra i protagonisti del fortunato Lo schiaffo di Claude Pinoteau. Truffaut le scrive invitandola appassionatamente a accettare il ruolo di Adèle Hugo, che comporterebbe però la rottura del contratto con la Comédie.
Isabelle Adjani è attirata dal ruolo, ma anche molto combattuta, soprattutto a causa della giovane età (19 anni), e capisce che a seconda della scelta ha davanti due diverse carriere, al cinema o in teatro. Truffaut sollecita alla Comédie un congedo di 14 settimane a partire da gennaio 1975, sufficienti alle riprese, ma la risposta è decisamente negativa. Il regista scrive ancora a Adjani:
(François Truffaut)
Alla fine l'attrice accetta, con rincrescimento della gente di teatro, e inizia la sua folgorante carriera nel mondo del cinema (è l'unica attrice francese che abbia collezionato 5 premi César).
Le riprese si svolgono in un ambiente teso, probabilmente anche a causa dell'isolamento cui la troupe è costretta a Guernsey. Le relazioni con il regista sono complicate; come durante la lavorazione di ogni film, Truffaut si innamora della sua attrice protagonista, ma - a differenza delle precedenti - Adjani gli resiste. Non è un caso che nel film e nella realtà l'età del regista corrisponda a quella del tenente Pinson, mentre l'età dell'attrice a quella di Adèle. Truffaut appare ipnotizzato dal volto di Adjani, che ben presto, eliminate le costose scene di massa, vampirizza la pellicola; la recitazione della giovane attrice è particolarmente intensa, sembra posseduta dal personaggio, e tutta la troupe ne è colpita. Ostinandosi a rifiutare di ripetere le scene, Adjani si impegna a fondo durante le riprese al punto da trascinare l'équipe in uno stato di forte tensione.

### Riprese
Le riprese furono effettuate dall'8 gennaio al 21 marzo 1975 sulle isole di Guernsey (Gran Bretagna) e Gorée (Senegal).
Il regista fa la sua comparsa in questo film nei panni di un ufficiale di passaggio, che Adèle ferma scambiandolo per il suo amato Pinson.

## Accoglienza

### Critica
L'histoire d'Adèle H. è un film continuamente minacciato dalle tenebre del silenzio e della morte, segnato dalle ossessioni private del regista. Il vero tema sotterraneo, nel trattamento che ne fa Truffaut, va oltre la storia di passioni e di follia: al cuore del comportamento di Adèle Hugo c'è la lotta con il padre, e l'inseguimento di Pinson è in realtà una fuga dalla famiglia. La negazione del padre è la condizione per affermare sé stessa contro ogni limitazione imposta alla donna, e in questo senso va interpretata anche la lettera di Adèle alle “sue sorelle”, le donne del XX secolo, inventata all'ultimo momento dal regista. La costruzione di una nuova identità, disgiunta dal ruolo imposto dalla famiglia patriarcale, esige il riconoscimento di un altro soggetto, che spiega l'ossessione di Adèle per il matrimonio visto come fuga: perché questo comporterebbe la reintegrazione nella società borghese, dalla quale il parricidio simbolico l'ha esclusa.
Per essere una vera storia d'amore, alla protagonista manca la controparte; per questo la storia si trasforma in un viaggio nella sofferenza di una giovane in lotta con il padre e posseduta da un desiderio smisurato di riconoscimento affettivo. L'alienazione mentale di Adèle ha origine anche nella morte per annegamento della sorella maggiore, Léopoldine, la preferita del padre, il cui ricordo la perseguita in sogno.
Vi è anche un altro terreno sul quale lo scontro con il padre si fa più simbolico, e non può essere che la scrittura: non è un caso se il riscatto/ribellione di Adèle passa attraverso la scrittura di un diario, così importante nella trama del film, ma questo è esattamente il dominio di Victor Hugo, lo scrittore più famoso del mondo. Il desiderio di Adèle non si realizza nella realtà ma solo nella scrittura, come in un rapporto incestuoso con il padre che conferisce al rito borghese la sua estrema dimensione di verità, cioè di morte.
Il film esce sugli schermi francesi l'8 ottobre 1975 e totalizza 55.000 ingressi nella prima settimana di programmazione, un risultato non entusiasmante. Alla fine risulterà un successo soltanto in Italia e Giappone. Sarà comunque accolto molto bene dalla stampa statunitense.

## Riconoscimenti
- 1975 – National Board of Review Awards
  - Miglior film straniero (Francia)
  - Miglior attrice a Isabelle Adjani
- 1975 – New York Film Critics Circle Awards
  - Miglior attrice protagonista a Isabelle Adjani
  - Miglior sceneggiatura originale a François Truffaut, Jean Gruault e Suzanne Schiffman
- 1976 – David di Donatello
  - Migliore attrice straniera a Isabelle Adjani
- 1976 – Premio César
  - Candidatura per la Migliore regia a François Truffaut
  - Candidatura per la Miglior attrice protagonista a Isabelle Adjani
  - Candidatura per la Migliore scenografia a Jean-Pierre Kohut-Svelko
- 1976 – Premio Oscar
  - Candidatura per la Miglior attrice protagonista a Isabelle Adjani
- Gran Prix du Cinéma français